# Епархия Вэйсяня
Епархия Вэйсяня (Dioecesis Iomnieninus, 中文: 永年, 魏縣) — епархия Римско-Католической Церкви, уезд Вэйсянь, городской округ Ханьдань, провинция Хэбэй, Китай. Епархия Вэйсяня входит в пекинскую архиепархию.

## История
24 мая 1929 года Святой Престол учредил апостольскую префектуру Вэйсяня, выделив её из апостольского викариата Сяньсяня (сегодня - епархия Сяньсяня).
6 марта 1933 года апостольская префектура Вэйсяня была преобразована в апостольский викариат Вэйсяня.
11 апреля 1946 года апостольский викариат Вэйсяня был преобразован в епархию Вэйсяня.

## Ординарии епархии
- священник Joseph Cui Shou-xun (1.06.1929 г. — 6.03.1933 г.) — Апостольский администратор Апостольской префектуры Вэйсяня;
- епископ Joseph Cui Shou-xun (6.03.1933 г. — 11.04.1946 г.) — Апостольский викарий Апостольского викариата Вэйсяня;
- епископ Joseph Cui Shou-xun (11.04.1946 г. — 1953 г.) — ординарий епархии Вэйсяня.
- с 1953 г. по настоящее время кафедра вакантна.

## Источник
- Annuario Pontificio, Libreria Editrice Vaticana, Città del Vaticano, 2003, ISBN 88-209-7422-3